# 50米步枪三姿
50米步枪三种姿势比赛（英語：50 metre rifle three positions）是一个國際射擊運動聯盟射击比赛項目，可以看作是300米步枪三姿的缩小版，自1952年（女子1984年）起成为奥运会射击比赛项目之一。比赛选手使用的子弹是小口径的.22 LR（直径5.6mm），使用的步枪重量不超过8千克（女子6.5千克）。

靶的直径154.4mm；其中4环直径106.4mm，9环直径26.4mm，10环直径10.4mm。靶心距离地面0.75m。

所谓的三种姿势是指跪姿、卧姿和立姿。射手须严格按顺序用每种姿势向距离50米的靶各发射40发子弹，要求在总共150分钟的规定时间内完成三种姿势的射击，共120發射擊(3*40)；选手每完成一種姿勢的射擊即换一种姿势(順序為跪姿-臥姿-立姿)。正式记分之前，允许参赛选手进行不限定子弹数量的试射。排名前8名的射手进入决赛；在决赛中，所有资格赛成绩将被重置，每位射手采用三种姿势各射击3组5发共15发子弹，在第八组（立姿射击第二组）结束后淘汰成绩最差的两个参赛者，此后每射击一发淘汰一人至比赛结束为止。
射击用的靶分成10环，选手每次射击可获得最高10.9环。射手射击获得的总环数最多者获胜。
(規則已由ISSF於2022年更改為新規則)如下:
原先3*40射擊改為3*20射擊，正式射擊使用總發數較原先120發減為60發；總限制時間由150分鐘改為90分鐘。

## 当前世界纪录(舊制)
| 男子         | 资格赛 | 1186环   | 莱蒙德·德贝维奇（斯洛文尼亚）                                                    | 1992年8月29日               | 德国慕尼黑              | 编辑 |
| 男子         | 总决赛 | 1287.9环 | 莱蒙德·德贝维奇（斯洛文尼亚） (1186+101.9环)                                     | 1992年8月29日               | 德国慕尼黑              | 编辑 |
| 男子         | 团体赛 | 3508环   | 奥地利（法尼克、克内格勒、普拉纳）                                               | 2003年7月21日               | 捷克比尔森              | 编辑 |
| 青年男子     | 个人赛 | 1182环   | 何兆辉（中国）                                                                   | 2009年5月20日               | 德国慕尼黑              | 编辑 |
| 青年男子     | 团体赛 | 3471环   | 苏联（阿尼索维契、卡基贝科夫、科瓦连科）                                         | 1990年9月8日                | 南斯拉夫泽尼察          | 编辑 |
| 女子（ISSF） | 资格赛 | 594环    | 索尼娅·普法伊尔席夫特（德国）                                                    | 2006年5月28日               | 德国慕尼黑              | 编辑 |
| 女子（ISSF） | 总决赛 | 698.0环  | 索尼娅·普法伊尔席夫特（德国） (594+104.0环)                                      | 2006年5月28日               | 德国慕尼黑              | 编辑 |
| 女子（ISSF） | 团体赛 | 1754环   | 中国（王娴、单红、徐忆敏） · 中国（杜丽、单红、王娴）                            | 1998年7月24日 2002年10月6日 | 西班牙巴塞罗纳 韩国釜山 | 编辑 |
| 女子（CISM） | 个人赛 | 593环    | 索尼娅·普法伊尔席夫特（德国）                                                    | 2009年8月16日               | 克罗地亚萨格勒布        | 编辑 |
| 女子（CISM） | 团体赛 | 1748环   | 俄羅斯（戈尔多比娜、阿莱娜、塔蒂安娜) · 德国（弗雷德尔、莱希纳、普法伊尔席夫特） | 2005年                      | 瑞士图恩 瑞士图恩       | 编辑 |
| 青年女子     | 个人赛 | 591环    | 王娴（中国）                                                                     | 1998年5月29日               | 意大利米兰              | 编辑 |
| 青年女子     | 团体赛 | 1736环   | 斯洛伐克（帕翠西亚、杜洛、佩斯科娃）                                             | 2001年7月27日               | 克罗地亚萨格勒布        | 编辑 |